# 参議院議長
参議院議長（さんぎいんぎちょう、英語: President of the House of Councillors）は、日本の国会・参議院（上院）の議長。
参議院議長は、参議院において秩序を保持し、議事を整理し、議院の事務を監督し、参議院を代表する（国会法第19条）。
なお、本記事では参議院議長の職務を代行する職である参議院副議長や仮議長についても述べる。

## 概要
衆議院を代表する衆議院議長とともに、立法府を司る三権の長である。参議院議長は憲法上及び国会法上の国会の役員であり（日本国憲法第58条第1項、国会法第16条第1号）、参議院議員の中から1名、議院によって選出される。
参議院は『衆議院中心の政争から離れて置くべき』とする風潮から、参議院議長は長老格の政治家が最後に就任する「上がりポスト」とされ、参議院議長経験者が更なる権力欲を目指すことは、厳に慎むべきとする風潮が浸透している。
そのような風潮から、1991年（平成3年）10月4日に議長を退任した後の翌1992年（平成4年）7月13日に埼玉県知事に就任した土屋義彦や、2010年（平成22年）7月25日に議長を退任した後の翌2011年（平成23年）1月14日に法務大臣に就任した江田五月のように、参議院議長経験者が行政要職に就任した場合は『参議院議長の権威を損ねる』として、批判される。
一方、平田健二・伊達忠一と国務大臣への就任歴なく議長に就任し、そのまま閣僚経験なく議員を引退する事例もある。
ただし、青木幹雄や輿石東のように、「参議院議長」よりも「参議院議長を指名し得る与党の参議院議員団長」でいることを選ぶ例もある（青木は議長にならないまま引退、輿石は民主党が与党でなくなった後に参議院副議長になり、議長にならないまま引退）。
参議院議長の職については、1947年（昭和22年）制定の国会法（昭和22年4月30日法律第79号。以下、本項において「法」という）により、両議院に共通した規定と、参議院規則（昭和22年6月28日議決）（以下、本項において「規則」という）による参議院独自の規定とがある。
なお、参議院議長に事故のあるときは、参議院副議長・仮議長・事務総長が議長の職務を代行する（法第21条以下）。

## 選任
参議院議長の選挙は、議会召集当日に議長が無い場合、集会した議員が総議員の3分の1に達した後、この日を以って退任する参議院副議長または事務総長による議長の職務代行のもとで行われる（法第6条・第7条、規則第4条）。議長選挙は被選人の氏名のみを記載する単記無名投票である（規則第4条第2項）。
各議員の席には前もって3枚の投票用紙（議長選挙用、副議長選挙用、予備）と各議員の名前が書いてある木札（名刺）が備え付けられている。参事の氏名点呼により呼ばれた議員は反時計回り（衆議院の正副議長選挙では時計回り）に壇上に上がって投票用紙と木札を2人の参事にそれぞれ手渡して順次投票を行う。投票終了後、投票漏れがないか確認し、投票漏れがなければ投票箱を閉鎖する。その後、4人の参事により名刺の計算と投票の点検が壇上にて行われる。そして事務総長に最終確認し、議長席に座っている参議院副議長または事務総長から投票総数、名刺の数の符合の有無のあと、結果が発表され（無効票が1票でもあるときは最後に「白票○○票」と読み上げる）、過半数を得たものを当選人とする 。投票の過半数を得た者がないときは投票数上位2人について決選投票を行う。2人の得票数が同じ時はクジで決定する（規則第9条）。副議長の選挙では当選された参議院議長の職務の下で行われ、選挙の手続きは議長の選挙と同様である。当選人の挨拶は衆議院では議長・副議長が選挙されてから行うが、参議院では議長の当選後、副議長の当選後にそれぞれ行われる 。なお、木札数より投票数が多い場合には原則として投票のやり直しを行うが、選挙の結果に影響を及ぼさない場合には省略することができる。例えば2013年（平成25年）8月の副議長選挙では木札が240枚に対して投票総数が243票となり付合しない事態を生じて再選挙となったが、平成10年7月に行われた副議長選挙では木札247枚に対して投票総数248票であったものの再選挙は行われなかった。
参議院議長は参議院第一会派から、副議長は第二会派から選出される慣例になっている。また、参議院通常選挙で半数改選されると、議長は非改選議員であっても、参議院先例集により一度辞任することが慣例となっている。その場合、参事が議長辞職願の朗読を行うことになっている（議員辞職願の場合も同様）。
設立当初の参議院は政党に所属しない議員が多く、議長がリーダーシップを発揮することも多かったが、参議院の政党化傾向に伴い議事運営の主導権が政党に移っていった。同時期に正副議長は院内会派を離脱し無所属となる慣例が成立した。
2007年（平成19年）の第21回参議院議員通常選挙では、民主党が大勝して参議院第一党となった。このため、1956年（昭和31年）以来自民党が持っていた参議院議長のポストは初めて自民党を離れ民主党へ移った。2013年（平成25年）の第23回参議院議員通常選挙で自民党が参議院第一党になり、参議院議長のポストは民主党から自民党に移った。

## 任期
正副議長の任期は参議院議員の任期と同じであるが（法第18条）、実務上は、3年毎に行われる参議院議員通常選挙直後の国会冒頭において正副議長は辞任し、後任を選出することが慣例となっている。
なお、任期中において参議院が自ら選任した役員を解任することは、国会法など法律に特段の定めがある場合を除きなしえない。現在、国会法は常任委員長についてのみ解任規定を置いており（国会法第30条の2）、議長に対しての不信任決議は法的拘束力を有しないが、無視は出来ない出来事である。

## 待遇

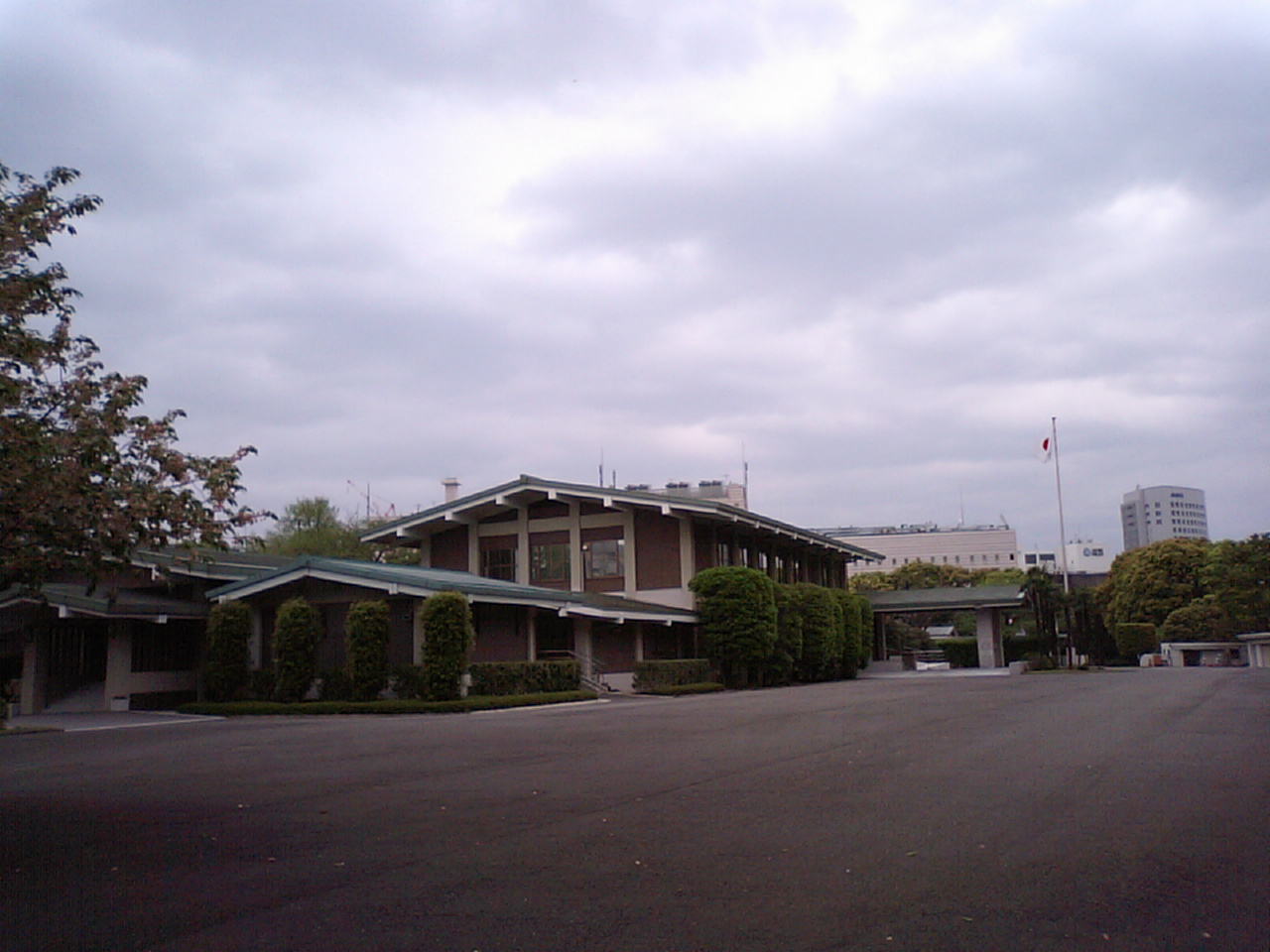
参議院議長公邸
（東京都千代田区永田町）

日本の立法府である国会は、衆議院と参議院から構成するとされており（日本国憲法第42条）、参議院議長は衆議院議長とともに立法府の長である。このため歳費は他の議員よりも多額であり、行政府の内閣総理大臣や司法府の最高裁判所長官とほぼ同額となる。また、参議院議長・副議長はそれぞれ公邸へ入居することができる。
なお、参議院議長は自衛隊を公式に訪問し又は視察する場合その他防衛大臣の定める場合において栄誉礼を受ける栄誉礼受礼資格者に定められている（自衛隊法施行規則第13条）。
先例では、参議院議長・副議長が現職で死去した場合は参議院葬となる（松平恒雄・小野明・西岡武夫）。

## 権限

### 内容
国会法第19条は「各議院の議長は、その議院の秩序を保持し、議事を整理し、議院の事務を監督し、議院を代表する」と定め、議長の権限には議院秩序保持権、議事整理権、議院事務監督権、議院代表権があり、国会法や議院規則などに規定されている議長の権限はすべてこれらのいずれかに属するとされる。なお、議院秩序保持権の中には議事整理権の発動としての面をもつものもある。

#### 議院秩序保持権
議員秩序保持権には議院警察権（法第114条）などが含まれる。
- 議事堂内の警察権：法第法第14章（第114条～118条の2）、規則第16章第2節（第217条～第219条）
  - 議場内部における現行犯人拘束の命令（規則第219条但書）
- 国会閉会中における議員辞職の許可（法第107条但書）
- 議員の議席位置の指定（規則第14条）
- 委員の選任および辞任の許可（規則第30条）
- 7日を超えない議員請暇の許可（規則第187条）
- 議場又は委員会議室に入る者のつえ等携帯の許可（規則第209条但書）
- 演壇登壇の許可（規則第213条）
- 振鈴を鳴らすことによって全ての者を沈黙させること（規則第214条）
- 全ての紀律についての問題の決定（規則第216条）
- 傍聴人の身体検査（規則第224条）
- 取締のための傍聴人数の制限（規則第226条）
- 議場の秩序を乱した議員に対する退席命令（法第116条後段、規則第232条）

#### 議事整理権
議事日程の決定（法第55条）や委員会への付託（法第56条第2項）、開議の決定（規則第81条）のほか、議長決裁権（憲法第56条第2項）などもこれに含まれる。
- 議院会議中における委員会開催の許可（規則第37条但書）
- 公聴会開催の承認（規則第62条）
- 会議開始時刻の変更（規則第81条）
- 午後4時を過ぎた場合の延会宣告（規則第82条）
- 発言通告をしない者が発言する場合の発言許可（規則第96条）
- 自席で発言している者に対する演壇での発言許可（規則第99条）
- 質疑終局動議の決定（規則第111条第2項）
- 質問主意書の会議録掲載における簡明化の指定（規則第155条）
- 議員の異議申し立てによる会議録の訂正の決定（規則第158条第2項）
- 特に緊急を要する場合の審査又は調査のための委員派遣の決定（規則第180条但書）
- 議長決裁権（憲法第56条第2項）

#### 事務監督権
- 参議院事務総長の監督（法第28条第1項）
- 参議院法制局長の監督（法第131条第4項）

#### 代表権
- 衆議院議長に事故があるときの国会開会式の主宰（法第9条）

国会開会式は衆議院議長が主宰することになっており（法第9条）、参議院議長が主宰するのは、衆議院議長に事故（病気療養など）がある場合に限られる。
- 内閣への質問主意書の転送（法75条）

なお、皇室典範第28条により参議院議長及び副議長は皇室会議の議員として、皇室経済法第8条により参議院議長及び副議長は皇室経済会議の議員といて、それぞれ指定されている。ただし、皇室会議議員や皇室経済会議議員としての職務は参議院議長、副議長の職域とは関係ない。

### 議事整理権をめぐる論点
議長による投票時間の制限
衆議院規則には議長権限で記名投票の投票時間を制限できることが明記されているが（衆議院規則第155条の2）、参議院規則には同様の規定が明記されていない。しかし、先例では、このような権限は議事整理権に含まれるものと解されている。1998年（平成10年）8月12日に荒木清寛法務委員長解任決議案において、野党議員が通信傍受法案など組織犯罪対策三法案阻止を目的に牛歩戦術に出た時、斎藤十朗議長が議長権限で投票時間を制限した例がある。
副議長による散会宣言の無効
2004年（平成16年）6月5日、本岡昭次副議長が倉田寛之議長不信任決議案審議のため議長席に着いた途端に散会宣言を行った。副議長は民主党出身であり、年金関連法案の廃案を目的としていた民主党の意向によるものであった。しかし、参議院規則では散会は議事日程に記載した案件の議事を終った時に限っているため、事務総長は議事日程に記載した案件を終了しておらず散会は無効と判断、副議長にその旨を伝えたが、その制止にもかかわらず、副議長と野党議員は議場から退席した。その後、衛視に守られながら登場した倉田議長が再び議長席に上がり、散会の無効を宣言した。
倉田議長は、議長不信任案が議題となっており、自身に対する議案であるため議長を一時的に務めることができず、また副議長も退席しているため、川村良典参議院事務総長が議長職を代行して仮議長の選挙を実施し、竹山裕が仮議長に就任。同仮議長の議事の元で議長不信任案の採決が行われ、否決された。否決後は倉田議長が議長職に復帰して議事を進め、年金関連法案は可決された。
副議長が参議院規則に反する散会宣言を行ったことは、中立であるはずの副議長が同法案の成立を阻止したい民主党の要請に従ったことと合わせて「参議院の権威が傷ついた」、「権利の乱用との批判を招きかねず『憲政史上例のない禁じ手』」等と批判を招いた。
また、議長は自らに対する不信任決議案が議事になっている時に職務を行うことができない規則になっているにもかかわらず、衛視による排除という実力行使を伴って議長が議事整理権を行使した行為は、議長の職務権限の一部を制限する規則を無効化する越権という批判もあった。不測の事態が起った際には議院運営委員会理事の助言にもとづいて議長もしくは議長の職権を代行する副議長が議事整理を行う慣行があるにもかかわらず、議長・副議長とも与野党理事の協議をまたずに議事整理を行ったことなど、様々な問題を残した。

## 職務の代行
議長に事故がある場合（議事が長時間となり議長が休息をとる場合を含む。交代は概ね2時間を経過したところで行われるが、衆議院では答弁が終わってから交代するのに対し、参議院では答弁を行っている間に交代している）又は議長が欠けた場合は、議長の職務は副議長が行う（法第21条）。
本会議場の壇上中央には議長席があり、議長席から見て右脇（議席から見て左）には事務総長席があるが、副議長席といったものはなく、議長に事故等がない限り副議長は自らの議席で審議に参加する。この場合、慣例・先例により議長が投票（賛否表明）をしない案件（例:参議院における内閣総理大臣指名選挙）であっても、議席の副議長は他の議員と同様採決に参加する。
副議長も事故がある場合は、仮議長を選挙又は議院の委任により議長において選任して議長の職務を行わせる（法第22条第1項・第3項）。
副議長又は仮議長が議長の職務を行う場合、自称（例:「議長は○○委員長に○○君を指名します」）・他称は単に「議長」となり、「副議長は」「副議長において」のような呼び方はしないのが慣例である。
なお、仮議長の選挙の場合や、議長若しくは副議長が欠けたためその選挙の必要があるときに副議長若しくは議長に事故がある場合、議長及び副議長が共に欠けたことによる選挙の場合
においては事務総長が議長の職務を行う（法第22条第2項、法第24条）。

## 一覧

### 歴代参議院議長
| 参議院議長                                                                                            |                            |          |                                        |                                       |                                     |                             |                                      |                                              |
| 代 | 氏名                       | 氏名     | 就任日                                 | 0退任日と退任理由                     | ※                                   | 出身党派                    | 備考                                 | 内閣総理大臣                                 |
| 1 |                            | 松平恒雄 | 1947年（昭和22年）5月20日 第1回国会    | 1949年（昭和24年）11月14日 第6回国会  | 亡                                  | 緑風会                      |                                      | 吉田茂 片山哲 芦田均 吉田茂                  |
| 2 |                            | 佐藤尚武 | 1949年（昭和24年）11月15日 第6回国会   | 1950年（昭和25年）7月12日             | 慣                                  | 緑風会                      |                                      | 吉田茂                                       |
| 3 | 1950年（昭和25年）7月12日  | 佐藤尚武 | 1953年（昭和28年）5月2日 第15回国会    | 満                                    |                                     | 緑風会                      |                                      | 吉田茂                                       |
| 4 |                            | 河井彌八 | 1953年（昭和28年）5月19日 第16回国会   | 1956年（昭和31年）4月3日 第24回国会   | 辞                                  | 緑風会                      |                                      | 吉田茂 鳩山一郎                              |
| 5 |                            | 松野鶴平 | 1956年（昭和31年）4月3日 第24回国会    | 1956年（昭和31年）11月13日            | 慣                                  | 自由民主党 （旧吉田派）     |                                      | 鳩山一郎                                     |
| 6 | 1956年（昭和31年）11月13日 | 松野鶴平 | 1959年（昭和34年）5月2日               | 満                                    | 鳩山一郎 石橋湛山 岸信介            | 自由民主党 （旧吉田派）     |                                      |                                              |
| 7 | 1959年（昭和34年）6月23日  | 松野鶴平 | 1962年（昭和37年）8月6日 第41回国会    | 慣                                    | 岸信介 池田勇人                     | 自由民主党 （旧吉田派）     |                                      |                                              |
| 8 |                            | 重宗雄三 | 1962年（昭和37年）8月6日 第41回国会    | 1965年（昭和40年）7月30日             | 慣                                  | 自由民主党 （佐藤派）       |                                      | 池田勇人 佐藤栄作                            |
| 9 | 1965年（昭和40年）7月30日  | 重宗雄三 | 1968年（昭和43年）7月7日               | 満                                    | 佐藤栄作                            | 自由民主党 （佐藤派）       |                                      |                                              |
| 10 | 1968年（昭和43年）8月3日   | 重宗雄三 | 1971年（昭和46年）7月17日 第66回国会   | 慣                                    | 佐藤栄作                            | 自由民主党 （佐藤派）       |                                      |                                              |
| 11 |                            | 河野謙三 | 1971年（昭和46年）7月17日 第66回国会   | 1974年（昭和49年）7月26日             | 慣                                  | 自由民主党 （中曽根派）     | 以降、議長就任後、党籍離脱が慣例化。 | 佐藤栄作                                     |
| 12 | 1974年（昭和49年）7月26日  | 河野謙三 | 1977年（昭和52年）7月3日 第80回国会    | 満                                    | 佐藤栄作 田中角栄 三木武夫 福田赳夫 | 自由民主党 （中曽根派）     | 以降、議長就任後、党籍離脱が慣例化。 |                                              |
| 13 |                            | 安井謙   | 1977年（昭和52年）7月28日 第81回国会   | 1980年（昭和55年）7月7日 第91回国会   | 満                                  | 自由民主党 （無派閥）       |                                      | 福田赳夫 大平正芳                            |
| 14 |                            | 徳永正利 | 1980年（昭和55年）7月17日 第92回国会   | 1983年（昭和58年）7月9日 第99回国会   | 満                                  | 自由民主党 （田中派）       |                                      | 鈴木善幸 中曽根康弘                          |
| 15 |                            | 木村睦男 | 1983年（昭和58年）7月18日 第99回国会   | 1986年（昭和61年）7月22日 第106回国会 | 慣                                  | 自由民主党 （田中派）       |                                      | 中曽根康弘                                   |
| 16 |                            | 藤田正明 | 1986年（昭和61年）7月22日 第106回国会  | 1988年（昭和63年）9月30日 第113回国会 | 辞                                  | 自由民主党 （宮澤派）       |                                      | 中曽根康弘 竹下登                            |
| 17 |                            | 土屋義彦 | 1988年（昭和63年）9月30日 第113回国会  | 1989年（平成元年）7月9日              | 満                                  | 自由民主党 （安倍派）       |                                      | 竹下登 宇野宗佑                              |
| 18 | 1989年（平成元年）8月7日   | 土屋義彦 | 1991年（平成3年）10月4日 第121回国会   | 辞                                    | 宇野宗佑 海部俊樹                   | 自由民主党 （安倍派）       |                                      |                                              |
| 19 |                            | 長田裕二 | 1991年（平成3年）10月4日 第121回国会   | 1992年（平成4年）7月9日 第123回国会   | 満                                  | 自由民主党 （竹下派）       |                                      | 海部俊樹 宮澤喜一                            |
| 20 |                            | 原文兵衛 | 1992年（平成4年）8月7日 第124回国会    | 1995年（平成7年）7月22日 第132回国会  | 満                                  | 自由民主党 （三塚派）       |                                      | 宮澤喜一 細川護熙 羽田孜 村山富市            |
| 21 |                            | 斎藤十朗 | 1995年（平成7年）8月4日 第133回国会    | 1998年（平成10年）7月25日             | 満                                  | 自由民主党 （小渕派）       |                                      | 村山富市 橋本龍太郎                          |
| 22 | 1998年（平成10年）8月4日   | 斎藤十朗 | 2000年（平成12年）10月19日 第150回国会 | 辞                                    | 小渕恵三 森喜朗                     | 自由民主党 （小渕派）       |                                      |                                              |
| 23 |                            | 井上裕   | 2000年（平成12年）10月19日 第150回国会 | 2001年（平成13年）8月7日              | 慣                                  | 自由民主党 （森派）         |                                      | 森喜朗 小泉純一郎                            |
| 24 | 2001年（平成13年）8月7日   | 井上裕   | 2002年（平成14年）4月22日 第154回国会  | 辞                                    | 小泉純一郎                          | 自由民主党 （森派）         |                                      |                                              |
| 25 |                            | 倉田寛之 | 2002年（平成14年）4月22日 第154回国会  | 2004年（平成16年）7月30日 第160回国会 | 小泉純一郎                          | 慣                          | 自由民主党 （江藤・亀井派）          |                                              |
| 26 |                            | 扇千景   | 2004年（平成16年）7月30日 第160回国会  | 2007年（平成19年）7月28日 第166回国会 | 満                                  | 自由民主党 （二階グループ） | 初の女性議長。                       | 小泉純一郎 安倍晋三                          |
| 27 |                            | 江田五月 | 2007年（平成19年）8月7日 第167回国会   | 2010年（平成22年）7月25日 第174回国会 | 満                                  | 民主党 （菅グループ）       |                                      | 安倍晋三 福田康夫 麻生太郎 鳩山由紀夫 菅直人 |
| 28 |                            | 西岡武夫 | 2010年（平成22年）7月30日 第175回国会  | 2011年（平成23年）11月5日 第179回国会 | 亡                                  | 民主党                      |                                      | 菅直人 野田佳彦                              |
| 29 |                            | 平田健二 | 2011年（平成23年）11月14日 第179回国会 | 2013年（平成25年）7月28日 第183回国会 | 満                                  | 民主党 （川端グループ）     |                                      | 野田佳彦 安倍晋三                            |
| 30 |                            | 山崎正昭 | 2013年（平成25年）8月2日 第184回国会   | 2016年（平成28年）7月25日 第190回国会 | 満                                  | 自由民主党 （町村派）       |                                      | 安倍晋三                                     |
| 31 |                            | 伊達忠一 | 2016年（平成28年）8月1日 第191回国会   | 2019年（令和元年）7月28日 第198回国会 | 満                                  | 自由民主党 （細田派）       |                                      | 安倍晋三                                     |
| 32 |                            | 山東昭子 | 2019年（令和元年）8月1日 第199回国会   | 2022年（令和4年）8月3日 第209回国会   | 慣                                  | 自由民主党 （麻生派）       |                                      | 安倍晋三 菅義偉 岸田文雄                     |
| 33 |                            | 尾辻秀久 | 2022年（令和4年）8月3日 第209回国会    | 2024年（令和4年）11月11日 第215回国会 | 辞                                  | 自由民主党 （茂木派）       |                                      | 岸田文雄 石破茂                              |
| 34 |                            | 関口昌一 | 2024年（令和4年）11月11日 第215回国会  | 2025年8月1日 第218回国会              | 慣                                  | 自由民主党 （無派閥）       |                                      | 石破茂                                       |
| 35 | 2025年8月1日 第218回国会   | 関口昌一 | 現職                                   |                                       |                                     | 自由民主党 （無派閥）       |                                      | 石破茂                                       |
| ^※ 満…議員任期満了による退任、慣…半数改選による慣例的辞任、辞…一身上その他の理由による辞任、亡…死亡。 |                            |          |                                        |                                       |                                     |                             |                                      |                                              |

### 歴代参議院副議長
| 参議院副議長 | 参議院副議長                                                                          | 参議院副議長                                        | 参議院副議長                                           | 参議院副議長 | 参議院副議長             |
| 代 | 氏名                                                                                  | 氏名                                                | 0任期と退任理由                                        | ※            | 出身党派                 |
| --- | ------------------------------------------------------------------------------------- | --------------------------------------------------- | ------------------------------------------------------ | ------------ | ------------------------ |
| 1 |                                                                                       | 松本治一郎                                          | 1947年（昭和22年）5月20日 - 1949年（昭和24年）2月24日  | 追           | 日本社会党               |
| 2 |                                                                                       | 松嶋喜作                                            | 1949年（昭和24年）3月26日 - 1950年（昭和25年）5月2日   | 満           | 民主自由党               |
| 3 |                                                                                       | 三木治朗                                            | 1950年（昭和25年）7月12日 - 1953年（昭和28年）5月2日   | 満           | 日本社会党               |
| 4 |                                                                                       | 重宗雄三                                            | 1953年（昭和28年）5月19日 - 1956年（昭和31年）5月9日   | 辞           | 自由党                   |
| 5 |                                                                                       | 寺尾豊                                              | 1956年（昭和31年）5月9日 - 1956年（昭和31年）11月13日  | 慣           | 自由民主党               |
| 6 | 1956年（昭和31年）11月13日 - 1958年（昭和33年）6月12日                                | 寺尾豊                                              | 閣                                                     |              | 自由民主党               |
| 7 |                                                                                       | 平井太郎                                            | 1958年（昭和33年）6月16日 - 1959年（昭和34年）6月23日  | 慣           | 自由民主党               |
| 8 | 1959年（昭和34年）6月23日 - 1962年（昭和37年）7月7日                                  | 平井太郎                                            | 満                                                     |              | 自由民主党               |
| 9 |                                                                                       | 重政庸徳                                            | 1962年（昭和37年）8月6日 - 1965年（昭和40年）6月1日    | 満           | 自由民主党               |
| 10 |                                                                                       | 河野謙三                                            | 1965年（昭和40年）7月30日 - 1968年（昭和43年）8月3日   | 慣           | 自由民主党               |
| 11 |                                                                                       | 安井謙                                              | 1968年（昭和43年）8月3日 - 1971年（昭和46年）7月17日   | 慣           | 自由民主党               |
| 12 |                                                                                       | 森八三一                                            | 1971年（昭和46年）7月17日 - 1974年（昭和49年）7月7日   | 満           | 自由民主党               |
| 13 |                                                                                       | 前田佳都男                                          | 1974年（昭和49年）7月27日 - 1977年（昭和52年）7月28日  | 慣           | 自由民主党               |
| 14 |                                                                                       | 加瀬完                                              | 1977年（昭和52年）7月28日 - 1979年（昭和54年）8月30日  | 辞           | 日本社会党               |
| 15 |                                                                                       | 秋山長造                                            | 1979年（昭和54年）8月30日 - 1980年（昭和55年）7月17日  | 慣           | 日本社会党               |
| 16 | 1980年（昭和55年）7月17日 - 1983年（昭和58年）7月9日                                  | 秋山長造                                            | 満                                                     |              | 日本社会党               |
| 17 |                                                                                       | 阿具根登                                            | 1983年（昭和58年）7月18日 - 1986年（昭和61年）7月7日   | 満           | 日本社会党               |
| 18 |                                                                                       | 瀬谷英行                                            | 1986年（昭和61年）7月22日 - 1989年（平成元年）8月7日   | 慣           | 日本社会党               |
| 19 |                                                                                       | 小野明                                              | 1989年（平成元年）8月7日 - 1990年（平成2年）4月19日    | 亡           | 日本社会党               |
| 20 |                                                                                       | 小山一平                                            | 1990年（平成2年）4月25日 - 1992年（平成4年）7月7日     | 満           | 日本社会党               |
| 21 |                                                                                       | 赤桐操                                              | 1992年（平成4年）8月7日 - 1995年（平成7年）8月4日      | 慣           | 日本社会党               |
| 22 |                                                                                       | 松尾官平                                            | 1995年（平成7年）8月4日 - 1998年（平成10年）7月25日    | 満           | 新進党                   |
| 23 |                                                                                       | 菅野久光                                            | 1998年（平成10年）7月30日 - 2001年（平成13年）7月22日  | 満           | 民主党・横路グループ     |
| 24 |                                                                                       | 本岡昭次                                            | 2001年（平成13年）8月7日 - 2004年（平成16年）7月25日   | 満           | 民主党・横路グループ     |
| 25 |                                                                                       | 角田義一                                            | 2004年（平成16年）7月30日 - 2007年（平成19年）1月30日  | 辞           | 民主党・横路グループ     |
| 26 |                                                                                       | 今泉昭                                              | 2007年（平成19年）1月30日 - 2007年（平成19年）7月28日  | 満           | 民主党・高木グループ     |
| 27 |                                                                                       | 山東昭子                                            | 2007年（平成19年）8月7日 - 2010年（平成22年）7月30日   | 慣           | 自由民主党・高村派       |
| 28 |                                                                                       | 尾辻秀久                                            | 2010年（平成22年）7月30日 - 2012年（平成24年）12月26日 | 辞           | 自由民主党・額賀派       |
| 29 |                                                                                       | 山崎正昭                                            | 2012年（平成24年）12月26日 - 2013年（平成25年）8月2日  | 慣           | 自由民主党・町村派       |
| 30 |                                                                                       | 輿石東                                              | 2013年（平成25年）8月2日 - 2016年（平成28年）7月25日   | 満           | 民主党・横路グループ     |
| 31 |                                                                                       | 郡司彰                                              | 2016年（平成28年）8月1日 - 2019年（令和元年）8月1日    | 慣           | 民進党・赤松グループ     |
| 32 |                                                                                       | 小川敏夫                                            | 2019年（令和元年）8月1日 - 2022年（令和4年）7月25日    | 満           | 立憲民主党・菅グループ   |
| 33 |                                                                                       | 長浜博行                                            | 2022年（令和4年）8月3日 - 2025年（令和7年）7月28日     | 満           | 立憲民主党・野田グループ |
| 34 |                                                                                       | 福山哲郎                                            | 2025年（令和7年）8月1日 - 現職                         |              | 立憲民主党               |
| \| ^※ \| 満…議員任期満了による退任 慣…半数改選による慣例的辞任 辞…一身上その他の理由による辞任 \| 閣…入閣に伴う自然退任 追…公職追放による失職 亡…死亡 \| |                                                                                       |                                                     |                                                        |              |                          |
| ^※ | 満…議員任期満了による退任 慣…半数改選による慣例的辞任 辞…一身上その他の理由による辞任 | 閣…入閣に伴う自然退任 追…公職追放による失職 亡…死亡 |                                                        |              |                          |

### 参議院仮議長
| 参議院仮議長 | 参議院仮議長 | 参議院仮議長                                                        | 参議院仮議長                                             | 参議院仮議長                   |
| ------------ | ------------ | ------------------------------------------------------------------- | -------------------------------------------------------- | ------------------------------ |
|              | 木檜三四郎   | 1947年（昭和22年）10月13日 :第1回国会                               | 議長・副議長事故（皇室会議等出席）の間                   | 議長に指名一任                 |
|              | 黒田英雄     | 1950年（昭和25年）3月31日 :第7回国会                                | 副議長事故（欠席）につき一日限り                         | 議長に指名一任                 |
|              | 小林英三     | 1954年（昭和29年）1月27日 - 1954年（昭和29年）2月20日頃 :第19回国会 | 副議長不在（訪米）の間を通じて                           | 議長に指名一任                 |
|              | 中川以良     | 1956年（昭和31年）5月30日 :第24回国会                               | 議長事故（欠席）につき副議長寺尾豊不信任決議案審議の間   | 投票により選出（201票中133票） |
|              | 竹山裕       | 2004年（平成16年）6月5日 :第159回国会                               | 副議長事故（欠席）につき議長倉田寛之不信任決議案審議の間 | 投票により選出（149票中129票） |

※このほか、1956年（昭和31年）6月2日、議長事故（病気）につき副議長寺尾豊不信任決議案審議のため仮議長を選挙する手続がとられたが、投票途中に議長松野鶴平が出席し、仮議長の選挙は必要がなくなった旨を宣告した例がある。

## 問題
- 衆・参両院議長に支給されている交際費について、両院が使途の明示を拒否し続けていることが、一部メディアの報道により明らかになった。両院議長は三権の長である以上、交際費の使途を公開すべきとの指摘が出ている[14]。